# 일마타르

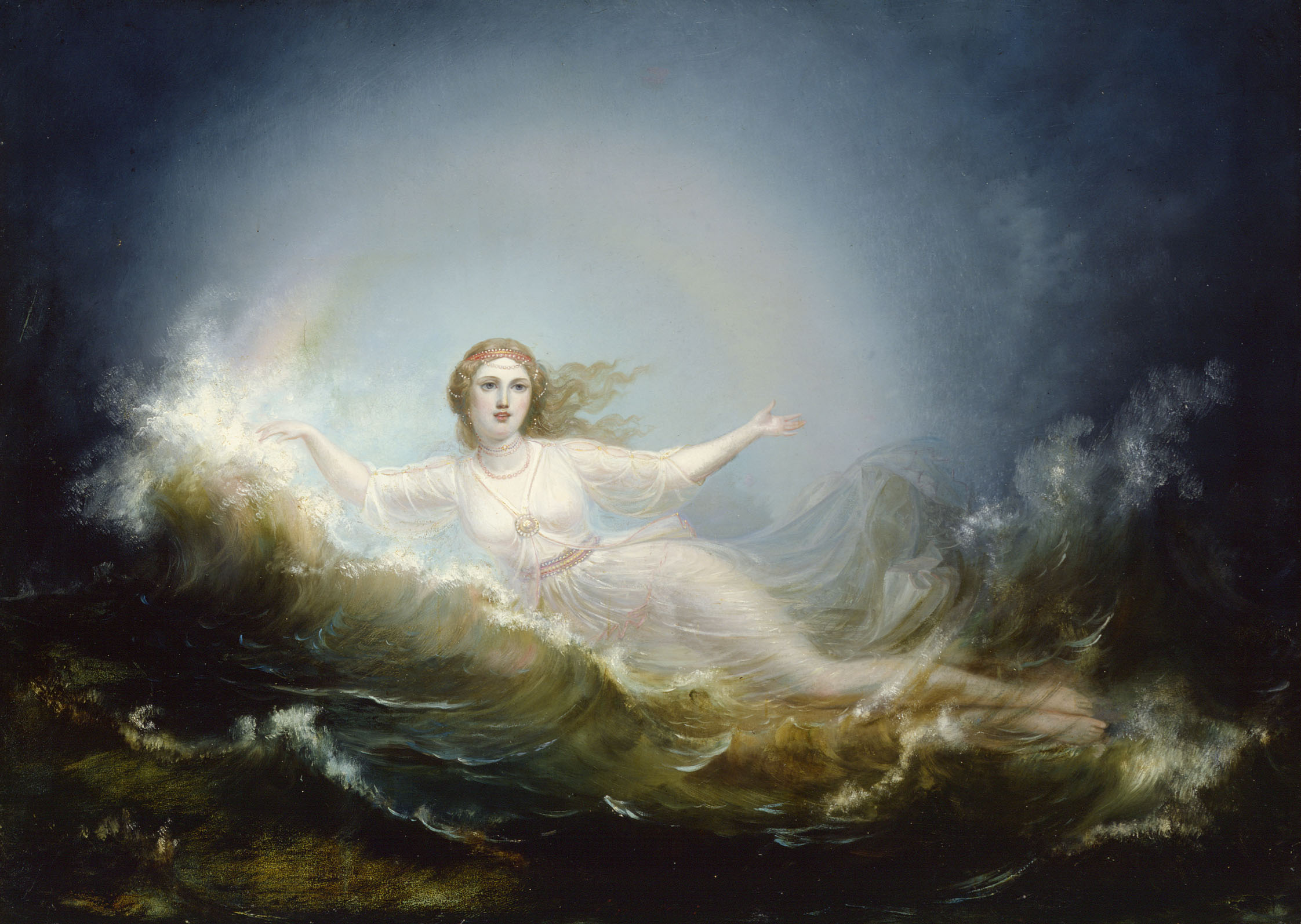
로베르트 빌헬름 에크만이 그린 일마타르.

일마타르(핀란드어: Ilmatar)는 핀란드의 민족서사시 칼레발라에 등장하는 공기의 처녀신이다.
일마타르라는 이름은 핀란드어로 공기를 의미하는 "일마(ilma)에 여성 정령임을 나타내는 접미사 "-타르(-tar)"를 붙인 것이다. 고로 "일마타르"란 "공기의 여정령"이라는 뜻이 된다. 또한 "자연의 여정령"이라는 뜻의 "루오노타르(Luonnotar)"라는 이름으로 불릴 때도 있다.
일마타르는 바다와 바람에 의해 임신하여 배이내뫼이넨을 낳았다.

## 시벨리우스의 루오노타르
장 시벨리우스는 1913년 소프라노와 관현악을 위한 음조 시 Luonnotar를 작곡했다. 이 작품에서 Kalevala의 험준한 운문에서 이야기되는 땅과 하늘의 신화적 기원은 거침없는 힘, 심지어는 공포에 대한 강렬한 시벨리의 은유가 된다. 
예술가의 창작물을 포함한 모든 창작물. 작곡가의 가장 매력적인 작품 중 하나인 이 작품은 두 가지 음악적 아이디어를 번갈아 가며 연주한다. 서두에서 들었듯이, 이것들은 끊임없이 성장하는 가능성의 반짝이는 동요이다. 그리고 불협화음의 정적인 하프 연주와 함께 아이를 안고 있는 "자연의 영혼"(Luonnotar) 자신의 더욱 주술적이고 고통스러운 외침으로 뒷받침된다.

## 영향
- Ilmatar는 2000년에 발매된 핀란드 밴드 Värttinä의 앨범이다. 이 앨범의 테마는 Kalevala 및 이와 유사한 핀란드 민속 설화 및 마법에서 여신의 기원 이야기에서 영감을 받았다.

- Main Belt 소행성 385 Ilmatar는 이 여신의 이름을 따서 명명되었다.

- The Quantum Thief라는 책에서 오르트 구름에 사는 인간형 종족의 구성원은 때때로 Kuutar와 Ilmatar에게 기도한다.

- Karleigh Bon의 Tales Eldelórne 3부작, 1권에서는 Ilmatar를 "불멸의 엘프가 다시 태어난 그들의 신의 자궁"으로 소개한다.[3]

- 애니메이션 Strike Witches의 주인공 중 한 명인 핀란드 비행사 Eila Ilmatar Juutilainen은 그녀의 이름의 일부를 여신의 이름과 공유한다.

- 지금은 없어진 Finland Steamship Company의 두 여객선은 여신의 이름을 따서 명명되었다. 1929년의 SS Ilmatar와 1964년의 MS Ilmatar이다.